# Anarchisme en Suède
Selon Bakounine, l'anarchisme apparait en Suède dès 1866.
Comme pour les mouvements libertaires allemands et néerlandais, l'anarchisme suédois est marqué par une forte tendance anarcho-syndicaliste.

## Histoire
De nombreux anarcho-syndicalistes suédois (plus de 500) ont combattu aux côtés de la Confédération nationale du travail et de la Fédération anarchiste ibérique pendant la révolution espagnole de 1936 à 1939.
Parmi eux, Nisse Lätt et Axel Österberg (sv) ont plus tard publié des rapports en tant que témoins engagés de la guerre civile espagnole.

## Organisations
La confédération syndicale anarcho-syndicaliste, Sveriges Arbetares Centralorganisation, est fondée en 1910. En 1922, elle est forte de 32 000 membres et 7 500 en 2004. Aujourd'hui, elle compte environ 10 000 adhérents et publie un hebdomadaire, Arbetaren, lancé en 1922.
Le Groupe Anarchiste de Lund était un petit groupe anarchiste situé à Lund, formé à la suite des Mouvements sociaux de 1968 dans le monde.
Un des nombreux petits groupes anarchistes est le groupe queer anarchiste Fag Army qui a effectué sa première action le 18 août 2014, quand ils ont entarté le ministre de la Santé et des Affaires sociales, le chef démocrate-chrétien Göran Hägglund.

## Personnalités notoires

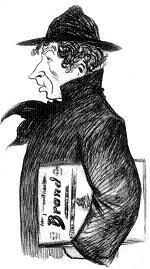
Axel Holmström et le journal Brand.

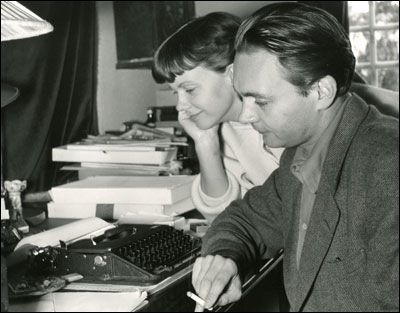
Stig Dagerman.

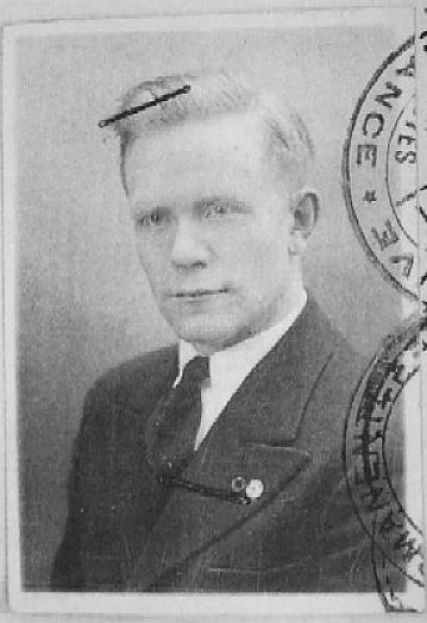
Nisse Lätt.

- Elise Ottesen-Jensen
- Stig Dagerman
- Nisse Lätt
- Hinke Bergegren (sv)
- C. J. Björklund (sv)
- Axel Holmström (en)
- Albert Jensen (sv)
- Leon Larson (sv)

### Vidéo
- Patrik Öberg, Emil Ramos, The Antifascists, film documentaire vostfr, 75 minutes, 2017, voir en ligne.